# Естадіо Алехандро Морера Сото
«Естадіо Алехандро Морера Сото» (ісп. Estadio Alejandro Morera Soto) — футбольний стадіон у місті Алахуела, Коста-Рика, домашня арена футбольних клубів «Алахуеленсе» та «Кармеліта».
Стадіон побудований та відкритий 1942 року. У 1949 році споруджено бетонні конструкції трибун. 1984 року арену розширено. У 1999 році облаштовано особливо розкішну VIP-зону. 2002 року модернізовано систему освітлення. У 2009 році на полі стадіону встановлено гібридне покриття.
Арені присвоєно ім'я легендарного коста-риканського футболіста Алехандро Морери Сото. Разом з основною назвою вживається й комерційна назва арени, пов'язана із укладеним спонсорським контрактом з канадською фінансовою компанією «Scotiabank».
Окрім футбольних матчів, на стадіоні проводяться різного роду спортивні та культурні заходи.